# Pepsină

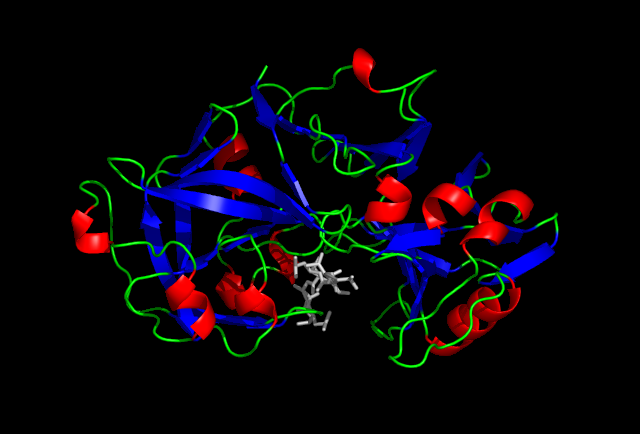
Pepsină în complex cu pepstatină.

Pepsina este o endopeptidază care hidrolizează proteinele în peptide mai mici. Este produsă de celulele principale gastrice din stomac, fiind una dintre cele mai importante enzime digestive din sistemul digestiv uman și animal. Astfel, intervine direct în proteoliză și digestia proteinelor din alimente. Este un tip de protează aspartică, iar situsul activ conține o unitate aspartat catalitică.
Se formează din pepsinogen, care este secretat de celulele gastrice, iar acesta se activează la pepsină prin contactul cu acidul clorhidric din stomac.